# Список заслуженных артистов Российской Федерации 1993 года
Ниже приведён полный список заслуженных артистов Российской Федерации (309 человек) получивших звание в 1993 году.
Жирным шрифтом выделены артисты, ставшие позднее народными артистами РФ.

## 15 января 1993 – Указ № 1993,0060[1]
- Борисова Степанида Ильинична - Артистка Якутского драматического театра имени П. А. Ойунского
- Ванюшкин Борис Николаевич - Солист Астраханской областной филармонии
- Горячкин Игорь Сергеевич - Артист балета Государственного академического ансамбля народного танца под руководством Игоря Моисеева, город Москва
- Драчук Тамара Тимофеевна - Солистка Ивановского музыкального театра
- Иванов Геннадий Валентинович - Артист Кировского областного театра юного зрителя
- Кравец Нисон Вольфович - Артист Государственного академического симфонического оркестра под управлением Евгения Светланова, город Москва
- Леонов Борис Николаевич - Артист Мичуринского драматического театра, Тамбовская область
- Лобов Валентин Иванович - Солист оркестра Государственного академического русского народного хора имени М. Е. Пятницкого, город Москва
- Матус-Марчук Александр Викторович - Артист балета Государственного академического ансамбля народного танца под руководством Игоря Моисеева, город Москва
- Палагина Наталья Николаевна - Артистка балета Томской областной филармонии
- Пустовалова Ольга Николаевна - Солистка танцевальной группы Государственного академического русского народного хора имени М. Е. Пятницкого, город Москва
- Рябченко Валерий Харитонович - Артист Государственного академического симфонического оркестра под управлением Евгения Светланова, город Москва
- Степанов Ефим Николаевич - Артист Якутского драматического театра имени П. А. Ойунского
- Тагильцев Александр Сергеевич - Артист балета Томской областной филармонии
- Федотов Симон Петрович - Артист Якутского драматического театра имени П. А. Ойунского

## 20 февраля 1993 – Указ № 1993,0245[2]
- Леонов-Гладышев Евгений Борисович - Артист киностудии "Ленфильм", город Санкт-Петербург

## 22 февраля 1993 – Указ № 1993,0267[3]
- Довейко Марина Ивановна - Артист-акробат Государственной компании "Российский цирк"
- Дуров Юрий Юрьевич - Артист-дрессировщик Государственной компании "Российский цирк"
- Теплов Владимир Сергеевич - Артист-акробат-наездник Государственной компании "Российский цирк"

## 22 февраля 1993 – Указ № 1993,0268[4]
- Гавва Валерий Николаевич - Солист дважды Краснознаменного академического ансамбля песни и пляски имени А. В. Александрова

## 22 февраля 1993 – Указ № 1993,0269[5]
- Бадулина Лариса Анатольевна - Артистка Челябинского театра юного зрителя
- Бреслер Людмила Ивановна - Артистка Магнитогорского театра кукол, Челябинская область
- Иванова Елена Константиновна - Солистка концертного объединения Московской государственной филармонии
- Лавринович Людмила Викторовна - Артистка Омского театра юного зрителя
- Плисс Татьяна Вениаминовна - Солистка Вологодской областной филармонии
- Сазонтьев Сергей Владиславович - Артист Московского международного театрального центра имени М. Н. Ермоловой
- Соболев Всеволод Николаевич - Артист Московского театра на Таганке

## 22 февраля 1993 – Указ № 1993,0270[6]
- Гришин Виктор Борисович - Солист оркестра Государственного академического Большого театра России, город Москва
- Казарьян Генрих Арменович - Артист Тверского театра юного зрителя
- Петрова Елена Валерьевна - Артистка Курского драматического театра имени А. С. Пушкина
- Пташкина Светлана Борисовна - Солистка Краснодарской краевой филармонии
- Сабинин (Биненбойм) Александр Исаакович - Артист Московского театра на Таганке
- Скворцов Юрий Иванович - Артист симфонического оркестра Саратовской областной филармонии
- Хиль Надежда Владимировна - Артистка Московского областного театра юного зрителя

## 2 марта 1993 – Указ № 1993,0290[7]
- Ананьев Юрий Сергеевич - Артист-дрессировщик  Театра зверей имени В. Л. Дурова, город Москва
- Елифантьева Галина Вениаминовна - Артистка Красноярского театра юного зрителя
- Коновалов Сергей Леонидович - Артист Вологодского областного театра кукол
- Лыкова Тамара Константиновна - Артистка Саратовского театра юного зрителя
- Мозгунов Александр Николаевич - Артист Ростовского областного театра кукол
- Славутская Светлана Геннадьевна - Артистка Ростовского академического театра драмы имени М. Горького
- Таза Александр Николаевич - Артист Нового экспериментального театра, город Волгоград
- Таранда Марина Александровна - Артистка балета Государственного академического ансамбля народного танца под руководством Игоря Моисеева, город Москва
- Титова Людмила Владимировна - Артистка Государственного академического Малого театра, город Москва
- Узденский Анатолий Ефимович - Артист Новосибирского областного драматического театра
- Цинман Григорий Семенович - Артист Саратовского театра юного зрителя
- Чернова Лидия Павловна - Артистка Московского театра "Эрмитаж"
- Чирков Игорь Платонович - Солист балета Московского государственного академического детского музыкального театра
- Чокой Татьяна Ивановна - Артистка Санкт-Петербургского государственного академического театра комедии имени Н. П. Акимова
- Чулков Геннадий Фролович - Артист Российского государственного экспериментального театра "На Покровке", город Москва
- Щуко Юрий Станиславович - Артист Красноярского театра юного зрителя

## 2 марта 1993 – Указ № 1993,0291[8]
- Аязян Недда Израилевна - Солистка Ярославской областной филармонии
- Гумницкий Арнольд Калманович - Артист Московского государственного концертного объединения "Москонцерт"
- Деметер Любовь Георгиевна - Солистка Московского государственного концертного объединения "Москонцерт"
- Дычинский Вячеслав Владиславович - Солист Иркутского музыкального театра
- Комарницкий Александр Александрович - Концертмейстер оркестра Московского государственного академического детского музыкального театра
- Родин Владимир Васильевич - Солист Московского академического театра оперетты
- Симошин Сергей Федорович - Артист Курского областного драматического театра имени А. С. Пушкина
- Соломеин Юрий Петрович - Артист Новосибирского театра юного зрителя
- Терехов Сергей Николаевич - Художественный руководитель камерно-инструментальной капеллы Саратовского дома музыки
- Шмаков Юрий Сергеевич - Артист Государственного академического Воронежского русского народного хора

## 18 марта 1993 – Указ № 1993,0359[9]
- Лясецкий Вячеслав Ипполитович - Артист муниципального театра драмы и комедии "Наш дом", город Челябинск-65

## 18 марта 1993 – Указ № 1993,0360[10]
- Захарченко Вадим Викторович - Артист Государственного театра киноактера, город Москва
- Смирнова Светлана Станиславовна - Артистка киностудии "Ленфильм"

## 18 марта 1993 – Указ № 1993,0363[11]
- Каушанский Борис Данилович - Артист Государственного академического центрального театра кукол имени С.В.Образцова
- Кононенко Елена Павловна - Артистка Московского театра имени М.Н. Ермоловой
- Конопацкая Ирина Иосифовна - Артистка Санкт-Петербургского драматического театра "Балтийский дом"
- Малышева Елена Павловна - Артистка Тульского драматического театра имени М. Горького
- Мальчевская Наталья Павловна - Артистка симфонического оркестра Саратовской областной филармонии
- Милохина Любовь Олеговна - Артистка Оренбургского областного театра кукол
- Оганезов Левон (Леонтий) Саркисович - Артист Московского государственного концертного объединения "Москонцерт"
- Попилина Людмила Алексеевна - Артистка балета Новосибирского государственного академического театра оперы и балета
- Саванова Татьяна Ивановна - Артистка Московского фольклорного центра "Русская песня"

## 23 апреля 1993 – Указ № 1993,0520[12]
- Козин Сергей Иванович - Балетмейстер-постановщик Ансамбля песни и пляски Западной группы войск
- Лаптева Наталья Васильевна - Солистка танцевальной группы Ансамбля песни и пляски Северной группы войск
- Паршин Валерий Павлович - Солист Ансамбля песни и пляски Северной группы войск
- Федоров Виктор Алексеевич - Главный хормейстер дважды Краснознаменного академического ансамбля песни и пляски имени А. В. Александрова
- Ширманов Виктор Михайлович, Старшина сверхсрочной службы - Солист Ансамбля песни и пляски Западной группы войск

## 23 апреля 1993 – Указ № 1993,0521[13]
- Алексеев Александр Иванович - Артист Орловской областной филармонии
- Атласман Гита Владимировна - Солистка Московского государственного концертного объединения "Москонцерт"
- Галимуллин Ильгиз Раухатович - Артист Московского государственного театра классического балета
- Заика Нина Семеновна - Артистка Пензенской областной филармонии
- Заикин Анатолий Валентинович - Старший преподаватель Ростовской государственной консерватории имени С. В. Рахманинова
- Иванов Анатолий Васильевич - Артист симфонического оркестра Саратовской областной филармонии
- Эрдыниев Гуржаб Алзамаевич - Солист оркестра бурятских народных инструментов Бурятской государственной телевизионной и радиовещательной компании

## 23 апреля 1993 – Указ № 1993,0541[14]
- Лобанов Михаил Андреевич - Доцент Школы-студии (вуз) имени Вл. И. Немировича-Данченко при МХАТ имени А. П. Чехова

## 23 апреля 1993 – Указ № 1993,0543[15]
- Марин Александр Валентинович - Артист Московского театра под руководством О. П. Табакова

## 13 мая 1993 – Указ № 1993,0671[16]
- Акимова Наталья Валентиновна - Артистка Санкт-Петербургского государственного Малого драматического театра
- Виноградова Галина Кирилловна - Артистка Оренбургского драматического театра имени М. Горького
- Матвеев Михаил Николаевич - Артист Тульского драматического театра имени М. Горького
- Назаров Дмитрий Юрьевич - Артист Государственного академического Малого театра, город Москва

## 13 мая 1993 – Указ № 1993,0672[17]
- Голубев Владимир Михайлович - Артист-эквилибрист Государственной компании "Российский цирк"
- Маслов Александр Александрович - Артист-эквилибрист Государственной компании "Российский цирк"
- Минасов Геннадий Артурович - Артист-дрессировщик  Государственной компании "Российский цирк"
- Рубцов Сергей Петрович - Артист-акробат Большого Московского государственного цирка на проспекте Вернадского
- Толдонов Петр Кириллович - Артист Большого Московского государственного цирка на проспекте Вернадского

## 22 мая 1993 – Указ № 1993,0756[18]
- Беккер Борис Израилевич - Артист Московского театра "Ленком"
- Брусникин Дмитрий Владимирович - Артист Московского художественного академического театра имени А. П. Чехова
- Гордеев Владимир Федорович - Артист Государственного академического театра имени Моссовета
- Егоров Валерий Петрович - Артист Челябинского драматического театра для детей и молодежи
- Кабалин Владимир Николаевич - Артист Екатеринбургского театра юного зрителя
- Клепач Нелли Степановна - Артистка Магаданского областного музыкально-драматического театра имени М. Горького
- Рыбникова-Королева Светлана Васильевна - Артистка Серовского муниципального театра драмы имени А. П. Чехова Свердловской области
- Сосновский Сергей Валентинович - Артист Саратовского академического драматического театра имени К. Маркса

## 22 мая 1993 – Указ № 1993,0758[19]
- Кузьмич Николай Николаевич - Артист Московского фольклорного центра "Русская песня"
- Левашов Владимир Алексеевич - Артист Московского фольклорного центра "Русская песня"

## 22 мая 1993 – Указ № 1993,0762[20]
- Ведерникова Наталья Николаевна - Доцент Московской государственной консерватории имени П. И. Чайковского
- Жданов Валериан Андреевич - Солист Волгоградского театра музыкальной комедии
- Зайчик Леонид Михайлович - Доцент Санкт-Петербургской государственной консерватории имени Н.А.Римского-Корсакова
- Комаричева Светлана Александровна - Солистка Уральского государственного русского народного хора, Свердловская область
- Набатов Владимир Николаевич - Артист Государственного академического симфонического оркестра под управлением Евгения Светланова, город Москва
- Рангнау Евгений Эвальдович - Солист трио "Классика" Ульяновского областного общества немцев "Возрождение"
- Степанов Борис Руфинович - Артист Государственного академического симфонического оркестра под управлением Евгения Светланова, город Москва

## 10 июня 1993 – Указ № 1993,0875[21]
- Белоусенко Михаил Иванович, Старшина сверхсрочной службы - Концертмейстер ансамбля песни и пляски войск Северо-Восточного пограничного округа
- Матвеев Александр Михайлович, Главный корабельный старшина сверхсрочной службы - Солист ансамбля песни и пляски войск Северо-Восточного пограничного округа

## 10 июня 1993 – Указ № 1993,0876[22]
- Басин Анатолий Владимирович - Артист Иркутского областного драматического театра имени Н.П.Охлопкова
- Дорохова Татьяна Владимировна - Артистка Новосибирского драматического театра "Красный факел"
- Лисецкий Владимир Алексеевич - Артист Российского государственного академического театра драмы имени А.С.Пушкина, город Санкт-Петербург
- Овсянко Юрий Федорович - Артист Санкт-Петербургского государственного драматического театра имени В.Ф.Комиссаржевской
- Соколов Владимир Робертович - Артист Новосибирского театра юного зрителя
- Филимонова Галина Ивановна - Артистка Ленинградского областного Малого драматического театра
- Ширяев Владимир Георгиевич - Артист Московского театра "Ленком"

## 16 июня 1993 – Указ № 1993,0922[23]
- Чигирева Нина Николаевна - Солистка оперы Государственного театра оперы и балета Республики Саха (Якутия)

## 16 июня 1993 – Указ № 1993,0925[24]
- Долина Лариса Александровна - Артистка благотворительного коммерческого центра "Аленький цветочек", город Москва
- Калганов Святослав Иванович - Артист Московского государственного академического детского музыкального театра
- Оготоев Петр Петрович - Артист государственного объединения "Сахаконцерт", Республика Саха (Якутия)
- Романько Виктор Алексеевич - Доцент Уральской государственной консерватории имени М.П.Мусоргского
- Сенчуров Михаил Ильич - Доцент Санкт-Петербургской государственной консерватории имени Н.А.Римского-Корсакова
- Сурначев Владимир Леонидович - Артист Новосибирского академического симфонического оркестра

## 14 июля 1993 – Указ № 1993,1040[25]
- Власов Сергей Афанасьевич - Артист Ленинградского областного Малого драматического театра
- Ильин Андрей Епифанович - Артист Государственного академического театра имени Моссовета
- Кумратова Дженет-Хан Миль-Гереевна - Артистка Русского драматического театра Карачаево-Черкесской Республики
- Мичкова Екатерина Григорьевна - Артистка Канского драматического театра Красноярского края
- Поляк Аркадий Александрович - Артист Орловского драматического театра имени И. С. Тургенева

## 27 июля 1993 – Указ № 1993,1131[26]
- Грибанов Евгений Иванович, прапорщик - Концертмейстер Президентского оркестра комендатуры Московского Кремля
- Соловьев Евгений Иванович, прапорщик - Концертмейстер Президентского оркестра комендатуры Московского Кремля

## 27 июля 1993 – Указ № 1993,1134[27]
- Бармин Николай Леонидович - Артист Московской государственной филармонии
- Бекасов Николай Михайлович - Солист Магаданского государственного музыкального театра
- Евланов Андрей Егорович - Артист балета Государственного академического ансамбля народного танца под руководством Игоря Моисеева
- Исратдинов Гайзетдин Ималиевич - Артист Читинской областной филармонии
- Котляр Михаил Зусевич - Главный режиссер концертно-зрелищной дирекции "Москва" Московского  государственного концертного объединения "Москонцерт"
- Леонов Андрей Вячеславович - Артист Государственного Красноярского ансамбля танца Сибири имени М.С.Годенко
- Макарова Ирина Владимировна - Артистка балета Московского государственного академического детского музыкального театра
- Марусев Олег Федорович - Артист Московского государственного концертного объединения "Москонцерт"
- Недоступ Татьяна Александровна - Артистка балета Государственного академического ансамбля народного танца под руководством Игоря Моисеева, город Москва

## 27 июля 1993 – Указ № 1993,1135[28]
- Крыченков Алексей Федорович - Артист Центрального академического театра Российской Армии
- Стремовский Виталий Лазаревич - Артист Центрального академического театра Российской Армии

## 27 июля 1993 – Указ № 1993,1137[29]
- Истомин Анатолий Вячеславович – Артист Тамбовского областного театра кукол
- Клинова Вера Павловна – Артистка Калининградского областного драматического театра
- Клюквин Александр Владимирович – Артист Государственного академического Малого театра России
- Ковалёва Ольга Григорьевна – Артистка Рязанского областного театра кукол
- Комраков Александр Михайлович – Артист Самарского академического театра драмы имени М. Горького
- Курьянова Татьяна Георгиевна – Артистка Российского академического молодежного театра, город Москва
- Нехороших Александр Дмитриевич – Артист Пензенского областного драматического театра имени А. В. Луначарского
- Хижняков Сергей Васильевич – Артист Пермского областного театра кукол
- Чумичёв Валерий Николаевич – Артист Новосибирского драматического театра "Красный факел"

## 20 августа 1993 – Указ № 1993,1304[30]
- Застрожнов Алексей Тихонович - Артист Государственного академического Воронежского русского народного хора
- Зверев Сергей Михайлович - Солист, художественный руководитель, директор концертного объединения "Дуэт" Московского союза концертных деятелей
- Коледова Марина Викторовна - Солистка Московского государственного академического театра оперетты
- Коновалова Альбина Павловна - Артистка Новосибирской областной филармонии
- Курдюмова Лариса Алексеевна - Солистка оперы Московского академического музыкального театра имени К. С. Станиславского и Вл. И. Немировича-Данченко
- Плотникова (Грачева) Екатерина Васильевна - Солистка Московской областной филармонии
- Поликанин Евгений Алексеевич - Солист Московского государственного концертного объединения "Москонцерт"
- Рудометкин Юрий Семенович - Солист оркестра Государственного академического Большого театра России, город Москва
- Часовенная Вера Васильевна - Солистка оркестра Государственного  академического Большого театра России, город Москва
- Шарифуллина Валентина Васильевна - Солистка Сибирского государственного русского народного хора, Новосибирская область

## 20 августа 1993 – Указ № 1993,1305[31]
- Акопян Эдуард Хосрофович - Артист Государственной компании "Российский цирк"
- Попазова Марина Владимировна - Артистка Большого Московского государственного цирка на проспекте Вернадского
- Родинова Ларита Анатольевна - Артистка Государственной компании "Российский цирк"
- Симонов Михаил Терентьевич - Артист Государственной компании "Российский цирк"
- Торосянц Сурен Сергеевич - Артист Государственной компании "Российский цирк"

## 20 августа 1993 – Указ № 1993,1306[32]
- Берзин Вильгельм Петрович - Солист Московского государственного концертного объединения "Москонцерт"
- Бойко Владимир Николаевич - Солист Белгородской областной филармонии
- Гвоздев Василий Иванович - Солист Оренбургской областной филармонии
- Гусев Анатолий Петрович - Артист Государственного русского концертного оркестра "Боян", город Москва
- Золин Евгений Иванович - Артист Московского государственного концертного объединения "Москонцерт"
- Кадышева Надежда Никитична - Солистка ансамбля "Золотое кольцо" Смоленской областной филармонии
- Капуро Марина Станиславовна - Солистка Государственной гастрольно-концертной организации "Нева-концерт", город Санкт-Петербург
- Латинский Наум Гершевич - Артист Московского государственного концертного объединения "Москонцерт"
- Матвеев Борис Васильевич - Артист Московского государственного концертного объединения "Москонцерт"
- Савина Галина Олимпиевна - Солистка Кировской областной филармонии
- Скрипникова Татьяна Викторовна - Артистка Вологодской областной филармонии
- Шиш Владимир Степанович - Артист симфонического оркестра Ростовской областной филармонии
- Щербаков Виктор Александрович - Солист Белгородской областной филармонии

## 27 сентября 1993 – Указ № 1993,1487[33]
- Газданов Булат Гаппоевич - Художественный руководитель, главный дирижер оркестра народных инструментов Государственного комитета Северо-Осетинской ССР по телевидению и радиовещанию
- Латыпов Шавкят Мухамедович - Артист Московского государственного концертного объединения "Москонцерт"
- Озерова Раиса Тимофеевна - Артистка Новосибирской областной филармонии
- Рост Арий Михайлович - Солист Московского государственного концертного объединения "Москонцерт"
- Цыренжапов Владимир Александрович - Артист Бурятской государственной филармонии
- Шульга Николай Иванович - Артист Калмыцкого государственного ансамбля песни и танца "Тюльпан", Республика Калмыкия

## 27 сентября 1993 – Указ № 1993,1488[34]
- Качин Герман Николаевич - Артист кино, город Москва
- Малявина Валентина Александровна - Артистка кино, город Москва
- Рязанова Раиса Ивановна - Артистка Центральной киностудии детских и юношеских фильмов имени М. Горького, город Москва

## 28 сентября 1993 – Указ № 1993,1497[35]
- Виолин Федор Владимирович - Артист Государственного академического центрального театра кукол имени С.В.Образцова
- Дмитриев Виктор Васильевич - Артист Государственного драматического театра "Колесо", город Тольятти Самарской области
- Коков Виктор Сергеевич - Артист Хакасского республиканского драматического театра
- Ложкина Елена Геннадьевна - Артистка Санкт-Петербургского государственного драматического театра "На Литейном"
- Мальцева Ольга Александровна - Артистка Томского областного драматического театра
- Оглу Моса Сулейманович - Артист Московского цыганского театра "Ромэн"
- Прохоров Вениамин Алексеевич - Артист Читинского областного драматического театра
- Репная Галина Евгеньевна - Артистка Пензенского областного драматического театра имени А. В. Луначарского
- Феклисова Нина Сергеевна - Артистка Московского академического театра сатиры

## 30 сентября 1993 – Указ № 1993,1527[36]
- Соколов Виктор Иванович – Артист оркестра ансамбля песни и пляски железнодорожных войск Российской Федерации
- Трунов Владимир Николаевич – Артист балета ансамбля песни и пляски железнодорожных войск Российской Федерации
- Хруберова Зинаида Григорьевна – Солистка ансамбля песни и пляски железнодорожных войск Российской Федерации

## 26 октября 1993 – Указ № 1993,1753[37]
- Аввакумов Георгий Александрович - Художественный руководитель, дирижер камерного оркестра Камчатского областного центра народного творчества
- Лукьянов Дмитрий Михайлович - Концертмейстер-солист академического симфонического оркестра Московской государственной филармонии
- Рябенко Олег Иванович - Артист Русского республиканского драматического театра, Республика Хакасия

## 26 октября 1993 – Указ № 1993,1757[38]
- Курасова Тамара Ивановна - Профессор Московского государственного института культуры
- Павлов Юрий Васильевич - Солист Новосибирского театра музыкальной комедии
- Рубина Татьяна Ефимовна - Солистка Московской областной филармонии
- Семенов Игорь Николаевич - Дирижер Саратовского академического театра оперы и балета
- Суанов Ким Семенович - Солист Северо-Осетинской государственной филармонии
- Тарасова Анастасия Васильевна - Солистка оперы Саратовского академического театра оперы и балета
- Шахов Петр Федорович - Артист Красноярского симфонического оркестра
- Шишин Владимир Иванович - Старший преподаватель Ростовской государственной консерватории имени С.В.Рахманинова

## 28 октября 1993 – Указ № 1993,1777[39]
- Авилов Виктор Васильевич - Артист Московского театра на Юго-Западе
- Бобров Павел Анатольевич - Артист Московского цыганского театра "Ромэн"
- Зайцева Наталья Михайловна - Артистка Оренбургского областного театра кукол
- Ивочкина Елена Клеониковна - Артистка Государственного академического театра имени Евг.Вахтангова, город Москва
- Иннус Наталья Викторовна - Артистка Астраханского государственного драматического театра
- Карпов Сергей Викторович - Артист Воронежского академического театра драмы имени А.Кольцова
- Копылова Галина Петровна - Артистка Камерного театра драмы города Владивостока Приморского края
- Кызласова-Боргоякова (Чустеева) Алиса Алексеевна - Артистка Хакасского республиканского драматического театра
- Михитаров Владимир Карпович - Артист Государственного академического центрального театра кукол имени С.В.Образцова
- Сизов Владимир Анатольевич - Артист Екатеринбургского театра юного зрителя
- Смирнова Татьяна Борисовна - Артистка Читинского областного драматического театра
- Фурман Климент Витальевич - Артист Тамбовского областного драматического театра имени А.В.Луначарского
- Шитова Кира Александровна - Артистка Липецкого областного драматического театра имени Л.Н.Толстого

## 28 октября 1993 – Указ № 1993,1779[40]
- Маркина Елена Степановна - Артистка Санкт-Петербургского академического Открытого театра
- Матвеев Владимир Михайлович - Артист Санкт-Петербургского академического Открытого театра
- Филатов Евгений Александрович - Артист Санкт-Петербургского академического Открытого театра

## 10 ноября 1993 – Указ № 1993,1888[41]
- Данилина Лариса Михайловна - Артистка Государственного театра киноактера, город Москва
- Носик Владимир Бенедиктович - Артист Государственного театра киноактера, город Москва

## 23 ноября 1993 – Указ № 1993,1992[42]
- Лапина Тамара Леонидовна - Артистка, город Санкт-Петербург

## 23 ноября 1993 – Указ № 1993,1993[43]
- Азарнова Татьяна Ивановна - Артистка Амурского государственного театра драмы и комедии
- Запорожченко Владимир Петрович - Артист Каменск-Уральского драматического театра Свердловской области
- Краснянский Ян Семенович - Артист Московского драматического театра имени Н.В.Гоголя
- Лещенко Андрей Федорович - Артист Оренбургского областного драматического театра имени М.Горького
- Орлова Наталья Викторовна - Артистка Новосибирского театра юного зрителя
- Погоржельская Надежда Алексеевна - Артистка Хабаровского краевого театра драмы
- Потрясов Вячеслав Михайлович - Артист Ногинского государственного драматического театра, Московская область

## 23 ноября 1993 – Указ № 1993,1994[44]
- Галичанин Альберт Евгеньевич - Солист балета Санкт-Петербургского театра балета под руководством Б.Эйфмана
- Маргулис Лев Семенович - Артист Новосибирской областной филармонии
- Телиус Людмила Анатольевна - Солистка балета Саратовского академического театра оперы и балета
- Шестерикова Елена Федоровна - Солистка балета Пермского академического театра оперы и балета имени П.И.Чайковского

## 30 ноября 1993 – Указ № 1993,2024[45]
- Булдакова Наталья Анатольевна - Артистка муниципального театра кукол города Свердловска-44

## 30 ноября 1993 – Указ № 1993,2025[46]
- Баянова (Левицкая) Алла Николаевна - Певица, город Москва

## 30 ноября 1993 – Указ № 1993,2048[47]
- Баранова Елена Владимировна - Доцент Новосибирской государственной консерватории имени М.И.Глинки
- Вальвачев Владимир Михайлович - Солист Новосибирского театра музыкальной комедии
- Красильникова Марина Ивановна - Солистка Ростовского театра музыкальной комедии
- Лебедев Александр Григорьевич - Солист оперы Новосибирского государственного академического театра оперы и балета
- Литвинов Николай Васильевич - Руководитель оркестра Государственного вокально-хореографического ансамбля "Русь" Владимирского областного гастрольно-концертного объединения
- Странченко Леонид Алексеевич - Артист симфонического оркестра Государственной филармонии на Кавказских Минеральных Водах, Ставропольский край
- Шамеева Наталья Хамидовна - Артистка оркестра Государственного академического Большого театра России, город Москва

## 1 декабря 1993 – Указ № 1993,2057[48]
- Волосянко Александр Игнатьевич - Артист Приморского камерного театра драмы
- Гурова (Трофимова) Зинаида Тихоновна - Художественный руководитель, артистка Волгоградского государственного "Театра одного актера"
- Дронова Татьяна Александровна - Солистка Жуковского городского экспериментального музыкально-драматического театра, Московская область
- Кутанин Юрий Константинович - Артист Московского государственного академического камерного хора
- Лошак Нелли Николаевна - Солистка Государственного академического русского народного хора имени М.Е.Пятницкого, город Москва
- Малов Александр Олегович - Артист Московского драматического театра "Сфера"
- Носов Александр Федорович - Артист Нижегородского театра кукол
- Усминский Вольф Львович - Дирижер муниципального камерного оркестра В-А-С-Н города Екатеринбурга
- Чивильгин Юрий Федорович - Балетмейстер-постановщик народного коллектива - ансамбля русского танца Дворца культуры имени М.Горького, город Москва
- Яворская Валентина Максимовна - Артистка Прокопьевского государственного драматического театра, Кемеровская область

## 4 декабря 1993 – Указ № 1993,2086[49]
- Бродский Анатолий Давидович - Солист Свердловского государственного академического театра музыкальной комедии
- Шамбер Нина Александровна - Солистка Свердловского государственного академического театра музыкальной комедии

## 16 декабря 1993 – Указ № 1993,2160[50]
- Красник Анатолий Вячеславович - Артист Государственного академического русского народного хора имени М.Е.Пятницкого
- Устинова Лидия Абрамовна - Балетмейстер-постановщик Государственного академического русского народного хора имени М.Е.Пятницкого
- Черниченко Оксана Александровна - Артистка Государственного академического русского народного хора имени М.Е.Пятницкого

## 18 декабря 1993 – Указ № 1993,2186[51]
- Вильданов Айрат Гильфанович - Артист Государственной компании "Российский цирк"
- Смыков Анатолий Васильевич - Артист Московского детского театра "Буфф" под руководством Ю.Куклачева
- Сударчиков Анатолий Александрович - Артист Большого Московского государственного цирка на проспекте Вернадского
- Сударчикова Любовь Кузьминична - Артистка Большого Московского государственного цирка на проспекте Вернадского

## 18 декабря 1993 – Указ № 1993,2187[52]
- Бабаев Эмин Алекперович - Солист Московского государственного концертного объединения "Москонцерт"
- Гололобов Анатолий Митрофанович - Солист Ростовской областной филармонии
- Горошко Татьяна Николаевна - Артистка Краснодарской краевой филармонии
- Костикова Надежда Николаевна - Артистка Московского государственного концертного объединения "Москонцерт"
- Кузнецов Виктор Васильевич - Концертмейстер группы валторн симфонического оркестра Ульяновской областной филармонии
- Курбатова Рената Николаевна - Артистка Архангельской областной филармонии
- Плахтеев Александр Иванович - Солист Краснодарской государственной краевой филармонии
- Пропищан София Наумовна - Заведующая кафедрой Нижегородской государственной консерватории имени М.И.Глинки
- Улетова Галина Михайловна - Солистка Московского государственного концертного объединения "Москонцерт"
- Ушаков Анатолий Алексеевич - Артист Удмуртской государственной филармонии

## 18 декабря 1993 – Указ № 1993,2188[53]
- Анисимов Алексей Кузьмич - Артист Екатеринбургского театра юного зрителя
- Кондрашева Нелли Ивановна - Артистка Московского детского театра теней
- Лактионов Юрий Александрович - Артист Воронежского академического театра драмы имени А.Кольцова
- Лещинский Валентин Иванович - Артист Новосибирского областного театра кукол
- Николаев Петр Прокопьевич - Артист Нюрбинского государственного драматического театра, Республика Саха Якутия
- Соловьева Любовь Сергеевна - Артистка Тверского государственного театра кукол
- Фасулаки Евгения Ивановна - Артистка Хабаровского краевого театра для детей и юношества

## 18 декабря 1993 – Указ № 1993,2189[54]
- Аленин Анатолий Владимирович - Артист Государственного вокально-хореографического ансамбля "Русь" Владимирского областного гастрольно-концертного объединения
- Брауда Вероника Викторовна - Балетмейстер-постановщик Государственного Санкт-Петербургского мюзик-холла
- Донская Евгения Захаровна - Артистка Московского государственного концертного объединения "Москонцерт"
- Шарафутдинов Махмут Абдрахманович - Солист, музыкальный руководитель татаро-башкирского ансамбля "Родные напевы" Челябинского государственного концертного объединения

## 22 декабря 1993 – Указ № 1993,2237[55]
- Арнтгольц Альберт Альфонсович - Артист Калининградского областного драматического театра
- Афанасьев Алексей Анатольевич - Артист Тверского государственного театра кукол
- Бардакова Валентина Алексеевна - Артистка Астраханского театра юного зрителя
- Богатырев Василий Михайлович - Артист Волгоградского театра юного зрителя
- Григорьев Геннадий Геннадьевич - Артист Хабаровского краевого театра для детей и юношества
- Долгашов Евгений Андреевич - Артист Комсомольского-на-Амуре театра драмы, Хабаровский край
- Захарова Алла Александровна - Артистка Московского областного государственного Камерного театра
- Катушенко Виктор Юрьевич - Артист Тамбовского государственного драматического театра
- Кондратьев Юрий Викторович - Артист Новосибирского областного театра кукол
- Леваков Олег Александрович - Артист Санкт-Петербургского академического Открытого театра
- Либман Семен Михайлович - Артист Пермского театра юного зрителя
- Мартемьянов Сергей Борисович - Артист Астраханского театра юного зрителя
- Меньшов Евгений Александрович - Артист Московского театра имени Н. В. Гоголя
- Рихтер Константин Витальевич - Артист Серовского муниципального театра драмы имени А.П.Чехова Свердловской области
- Улитин Борис Александрович - Артист Санкт-Петербургского государственного академического театра комедии имени Н.П.Акимова